# موثو كوماراسوامي

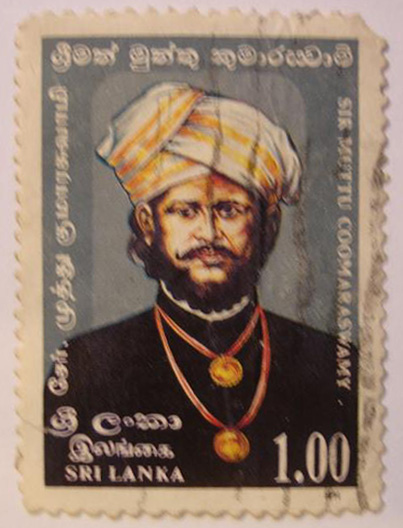

السير موثو كوماراسوامي (بالإنجليزية: Muthu Coomaraswamy -التاميل: குமாரசுவாமி குமாரசுவாமி ؛ ولد في 23 يناير 1834 بسيلان 'سري لانكا' و توفي في 4 مايو 1879. محامي سيلان تاميل ، كاتب وعضو في المجلس التشريعي لسيلان.